# چاه جنگل‌بانی شماره ۲
چاه جنگل‌بانی شماره ۲ یک منطقهٔ مسکونی در ایران است که در دهستان گلستان (سیرجان) واقع شده‌است.